# Bérenger de Frédol il Vecchio
Bérenger de Frédol il Vecchio (Lavérune, 1250 circa – Avignone, 11 giugno 1323) è stato un cardinale e vescovo cattolico francese.

## Biografia
Nacque dalla nobile famiglia dei signori di Lavérune ed era nipote di papa Clemente V. Studiò diritto canonico e fu poi canonico e succentore del capitolo cattedrale di Béziers. Fu abate del monastero di Sant'Afrodisio di Béziers e canonico anche a Narbona e ad Aix. Fu nominato vicario per la diocesi di Roma durante il pontificato di papa Clemente V.
Nel 1294 fu eletto vescovo di Béziers e fu consacrato vescovo il 28 ottobre dello stesso anno. Il papa gli affidò la compilazione del Liber Sextus dei Decretali.
Il 15 dicembre 1305 papa Clemente V lo creò cardinale del titolo dei Santi Nereo e Achilleo e secondo l'uso del tempo Bérenger de Frédol rinunciò alla sua diocesi. Ebbe poi l'incarico di penitenziere maggiore. Intervenne ai processo contro i templari, offrendo l'assoluzione a Jacques de Molay.
Nel 1309 optò per l'ordine dei cardinali vescovi e per la sede suburbicaria di Frascati. Nel 1312 fu legato in Francia presso Filippo IV. Partecipò al conclave del 1314-1316, che elesse papa Giovanni XXII. Nel 1321 divenne decano del Collegio cardinalizio.
Fondò un monastero a Bèziers e scrisse un trattato giuridico Repertorium iuris.
Morì ad Avignone, ma fu sepolto nella cattedrale di Béziers.

## Genealogia episcopale e successione apostolica
La genealogia episcopale è:
- Cardinale Giovanni di Castrocoeli, O.S.B.Cas.
- Cardinale Ugo Aycelin de Billom, O.P.
- Papa Celestino V
- Cardinale Bérenger de Frédol il Vecchio

La successione apostolica è:
- Vescovo William Sinclair (1312)
- Vescovo Guilhaume de Frédol, O.S.B. (1313)
- Vescovo Adolphe de la Marck (1313)
- Vescovo Walter Maidstone (1313)
- Vescovo André de Frédol, O.S.A. (1316)
- Arcivescovo Friedrich von Leibnitz (1316)
- Patriarca Marco de Vinea (1316)
- Vescovo Giacomo (1316)
- Cardinale Raymond de Mostuéjouls, O.S.B. (1317)
- Vescovo Bertrand du Puy, O.S.B. (1317)
- Vescovo Arnaud de Saint-Astier, O.S.B. † (1317)
- Vescovo Jean de La Mouche (1317)
- Vescovo Rossolin des Baux, O.Min. (1319)
- Vescovo Mikolaj Afri, O.P. (1319)

## Opere

### Manoscritti
- Tractatus de absolutionis cautela et de excommunicatione, XIV secolo, Paris, Bibliothèque Nationale de France, Fonds latin, Lat. 15415.

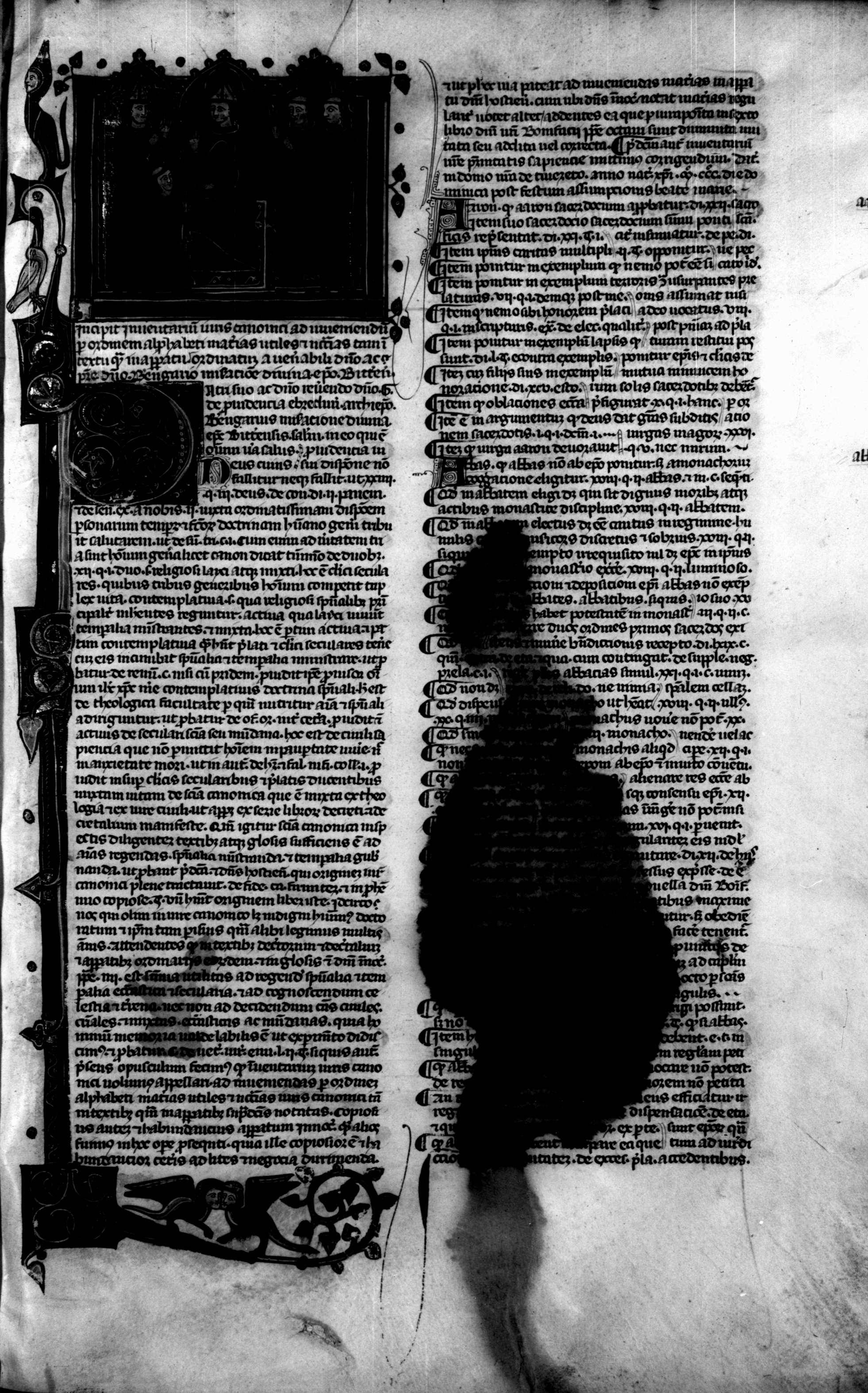
Tractatus de absolutionis cautela et de excommunicatione, manoscritto, XIV secolo